# Karkinochromadora lorenzeni
Karkinochromadora lorenzeni är en rundmaskart. Karkinochromadora lorenzeni ingår i släktet Karkinochromadora, och familjen Chromadoridae. Arten är reproducerande i Sverige.